# Sárisáp, Komárom-Esztergom
Sárisáp (în slovacă Šáp) este un sat în districtul Esztergom, județul Komárom-Esztergom, Ungaria, având o populație de 2.821 de locuitori (2011).

## Demografie
Componența etnică a satului Sárisáp
     Maghiari (84,83%)
     Slovaci (11,2%)
     Germani (2,18%)
     Necunoscut (0,66%)
     Alții (1,14%)
Componența confesională a satului Sárisáp
     Romano-catolici (37,72%)
     Fără religie (28,32%)
     Reformați (3,4%)
     Atei (1,21%)
     Necunoscută (28,71%)
     Alte religii (1,21%)
Conform recensământului din 2011, satul Sárisáp avea 2.821 de locuitori. Din punct de vedere etnic, majoritatea locuitorilor (84,83%) erau maghiari, existând și minorități de slovaci (11,2%) și germani (2,18%). Apartenența etnică nu este cunoscută în cazul a 0,66% din locuitori. Nu există o religie majoritară, locuitorii fiind romano-catolici (37,72%), persoane fără religie (28,32%), reformați (3,4%) și atei (1,21%). Pentru 28,71% din locuitori nu este cunoscută apartenența confesională.